# ینس موریس
ینس موریس (هلندی: Jens Mouris؛ زادهٔ ۱۲ مارس ۱۹۸۰) دوچرخه‌سوار اهل هلند است.
از باشگاه‌هایی که در آن رکاب زده‌است می‌توان به تیم دوچرخه‌سواری دراپاک، دلتا سایکلینگ روتردام، تیم دوچرخه‌سواری رابوبانک دولوپمنت، تیم دوچرخه‌سواری کوگا، تیم دوچرخه‌سواری وکانسولیل–دی‌سی‌ام، تیم اوریکا–اسکات، و تیم دوچرخه‌سواری رومپوت–ندرلانسه لوتری اشاره کرد.
وی در مسابقات کشوری و بین‌المللی در مجموع برندهٔ ۱ مدال نقره، ۱ مدال برنز شده‌است.